# Milton Keynes Pioneers
I Milton Keynes Pioneers sono stati una squadra di football americano, di Milton Keynes, in Inghilterra. Fondati nel 1986, hanno chiuso nel 1997.

## Palmarès
- 1 Titolo britannico di secondo livello (1994[2])